# 冰釘

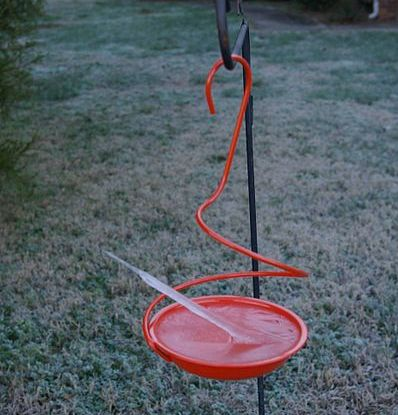
冰釘

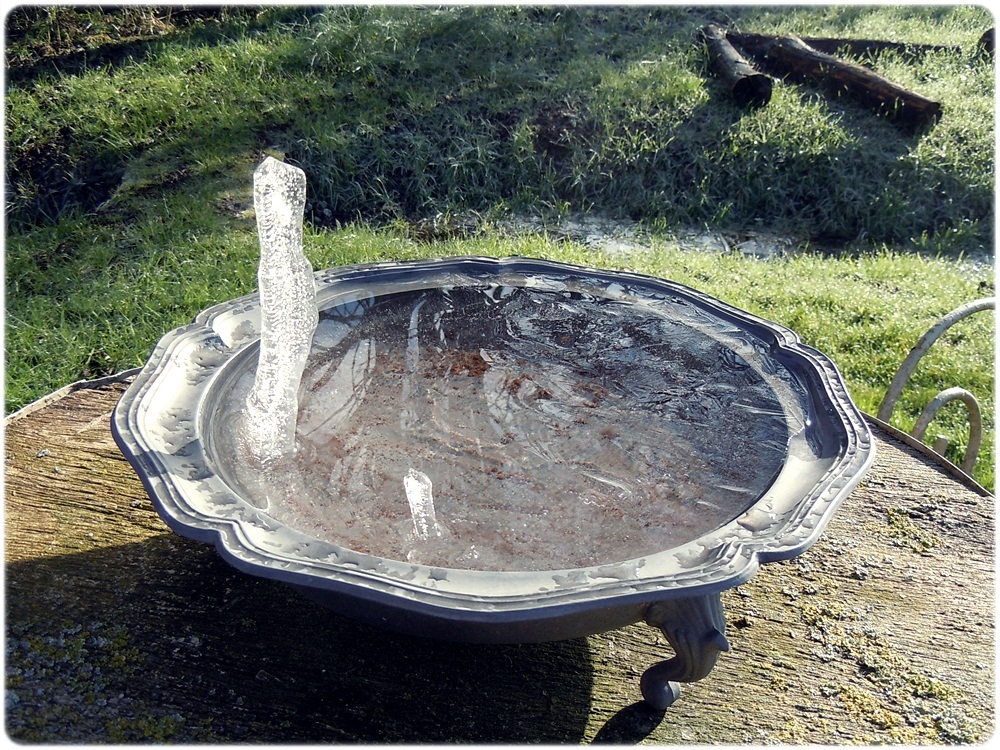
院子裡的冰釘

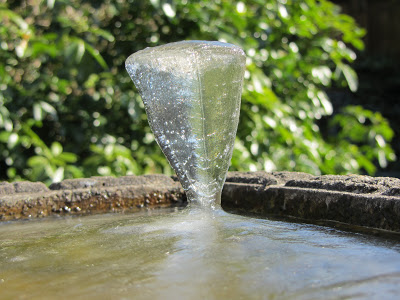
倒金字塔形的冰釘

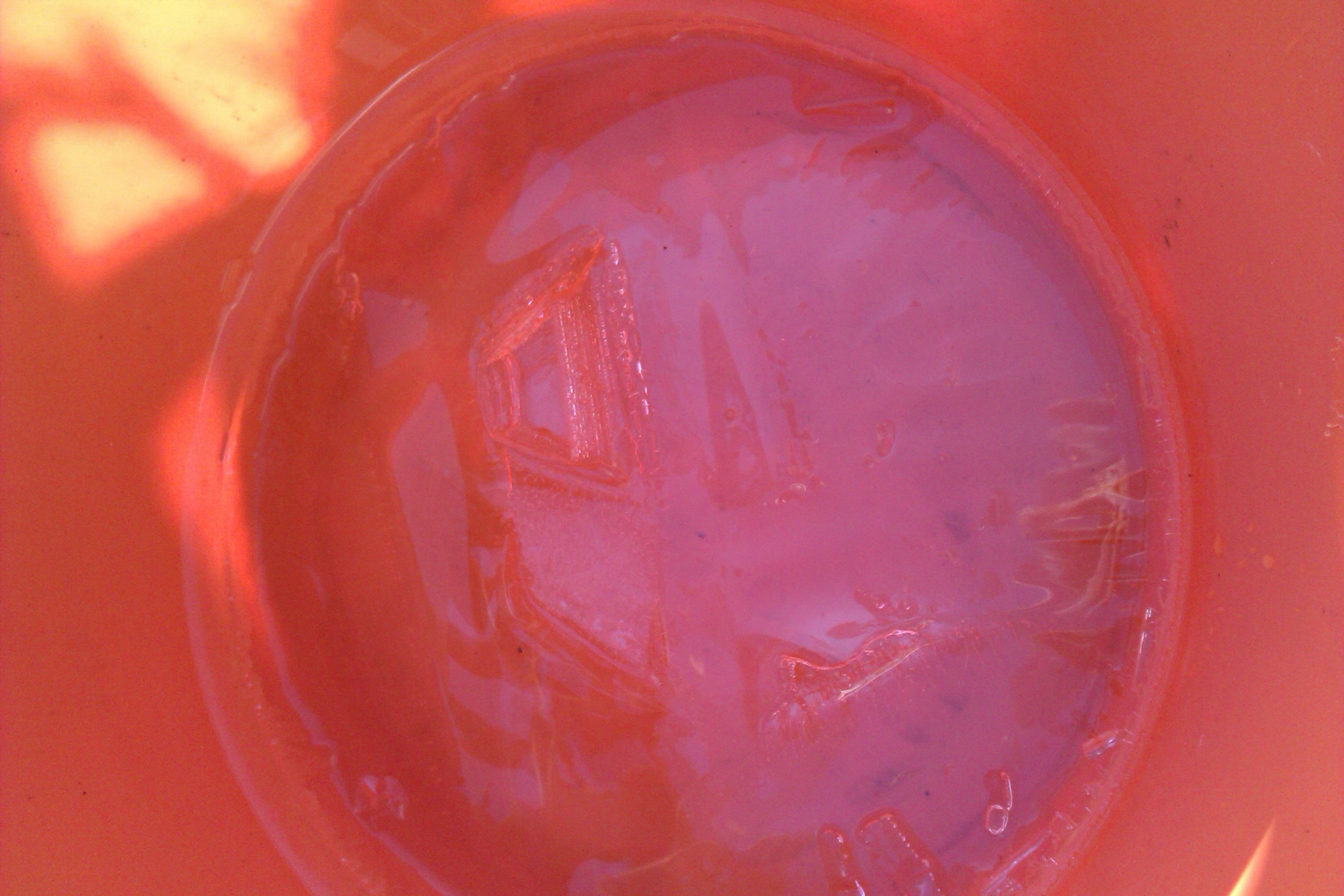
結凍的雨水中出現的冰釘

冰釘（英語：Ice spike）是一種突出一般冰面的冰，其形狀通常近似於倒置的冰柱，尖端朝上。數十年來，有些人認為冰釘是由表面許多小塊冰晶自然形成，但是此情形極為罕見。最近幾年網路上開始流傳天然冰釘的相片，以及用蒸餾水和家用冰箱製造人工冰釘的方法，這讓一些科學家開始在實驗室中測試該假說。現在已知波利－多爾西模型（Bally-Dorsey model）能解釋冰釘生成的原理。該理論於20世紀早期被提出，但許多年來未在實驗室中測試。雖然實驗似乎讓波利－多爾西模型的正確性獲得證實，但人們還未能完全了解此現象，也衍生出有關天然冰釘形成的問題。天然的冰釘能以非倒錐的形式出現，而且因為其他型態的冰釘還未有正式名稱，所以它們常被描述為冰燭、冰塔或冰瓶。還有一種特別的倒金字塔形冰釘。
雖然通常天然冰釘長約數寸，不過加拿大人傑納·荷瑟（Gene Heuser）曾描述1963年他在結凍的伊利湖上看過冰下的水受壓突出冰面，形成如電話線桿般、遍布湖面而且高約五英尺的冰。

## 背景
幾十年來人們認為冰釘是罕見的自然現象。時至今日，由O·波利和H·E·多爾西獨立提出的模型最為科學界接受。冰釘傾向在水盆和寵物碗等容器形成，與湖泊或池塘等較大水體相比，此種環境中結冰更為迅速。網路上已經出現許多相關相片和討論，而且也有多起成功在家用冰箱製造冰釘的案例。此可行性促使一些研究者如肯尼斯·G·利布瑞區特（Kenneth G. Libbrecht）進行於受控環境中製成冰釘的必備條件測試。

## 形成原理
自然形成的冰釘常為圓錐狀或多面體（以三面者最為常見），偶爾能在雨水槽或自來水槽見到。水於結冰後體積會增加9%，而反映其內部構造，冰晶常呈現六角柱形。頂部和底部的六角形被稱為底面（basal plane），和六角形底面垂直的方向稱為C軸。
表面的水在容器壁不規則處成核，然後向內部凍結。如果第一塊冰晶的C軸並非豎直，底面會在一條C軸的垂線與表面相交，此時形成冰針傾向沿該垂線在表面散布。同時簾幕狀的冰順著底面伸入過冷的水中。當冰組成的薄層覆蓋大部分的水面後，冰晶開始匯聚且被牢牢的固定著，而冰層繼續擴展，直到在水面中央留下未結凍的小洞。幕狀雛晶常以60度相接，所以小洞多為三角形，但是其他形狀也不無可能。下方的冰持續向水中延伸，並把剩餘的水從小洞中擠出，造成比冰面略高的半月形凸起。凸起邊緣的水結凍後成為有如小水堤一般，讓水在其上略微提升、結凍，然後又有水能往上攀附。若是水增高的速率和洞口結凍的速率一致，那此過程將反覆進行，形成許多連續的冰層組成的冰管，等到所有的水都結凍或管口封閉時才停止成長。冰釘的形成和容器的形狀、水中雜質的濃度、空氣溫度和水面上的空氣流動有關。從一粒雛晶形成的冰釘和冰面的交角不一定為90度。

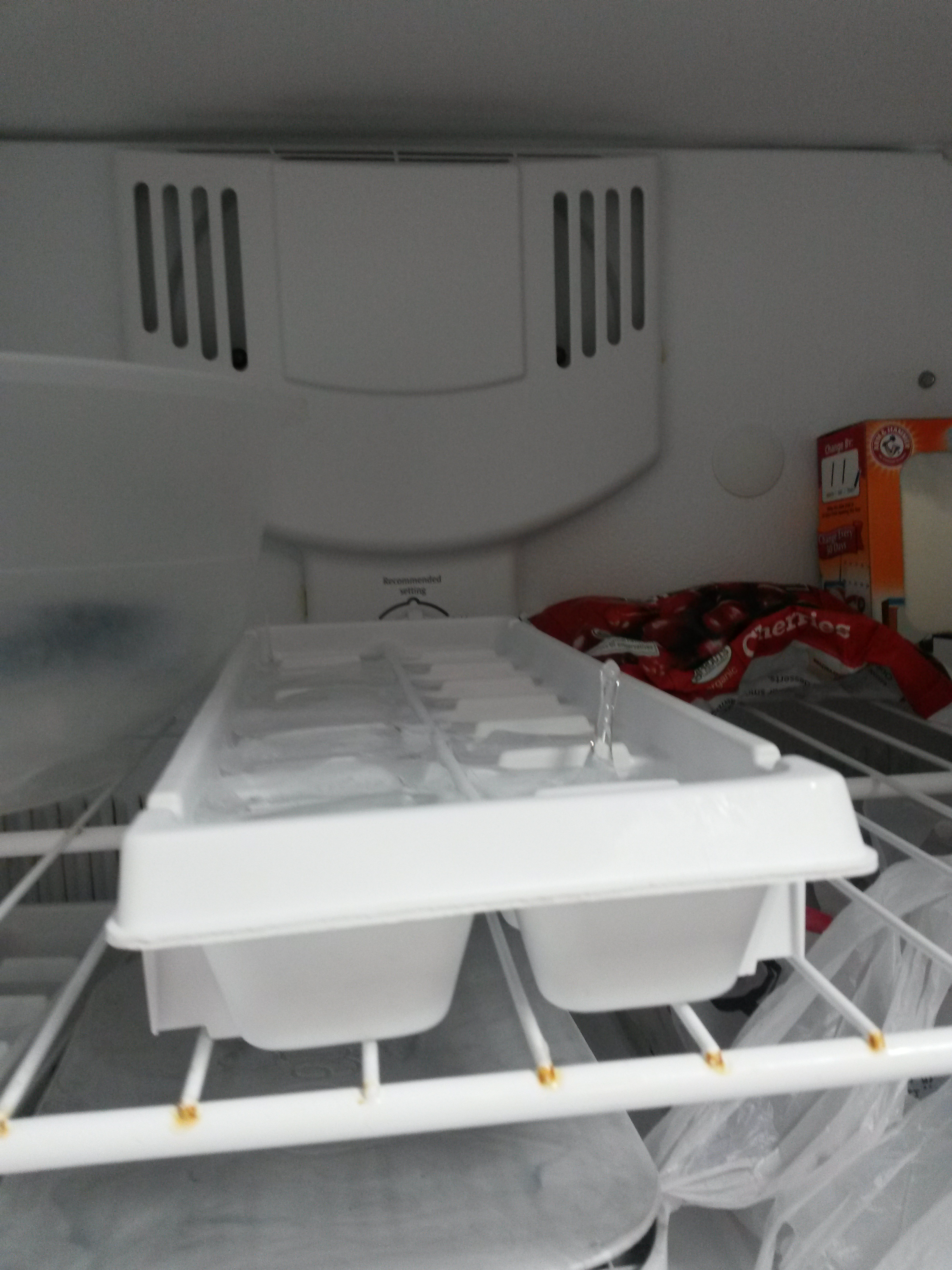
冰箱裡的冰釘

一般人能在家利用蒸餾水、塑膠製冰盒和冰箱製作小型冰釘。自製冰釘的原理和天然形成者類似：冰向內延伸使得冰塊內部空間縮小，增加的壓力把水向洞口外推出。冰釘在頂端的水結凍之前都不會停止生長。此方法通常會產出頂端尖銳且橫切面為圓形或三角形的冰釘。該實驗已在實驗室中成功進行，科學家發現非蒸餾水中的雜質會抑制冰釘的形成，但是有時候自來水和雨水結成的冰也能長出冰釘。有些研究者認為小冰釘在冰箱中形成時，雜質會集中在管頂未結凍的水中，並阻礙水結凍。然而他們相信必有其他的作用移除天然形成中的大冰釘頂端的雜質，像是在小冰釘中不易見到的對流等。

## 圖集

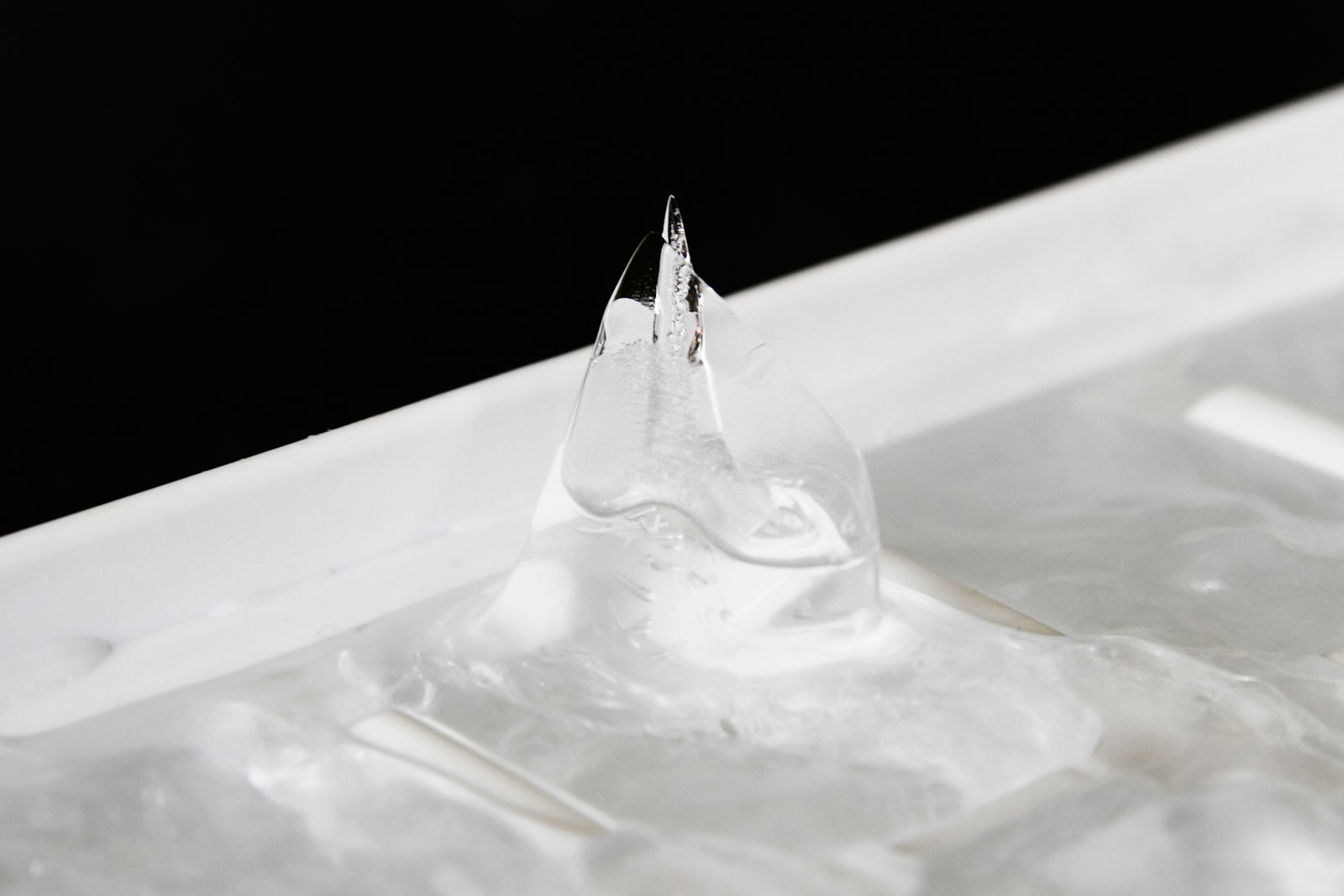
在冷凍庫中形成的冰釘
- 製冰盒裡的冰釘
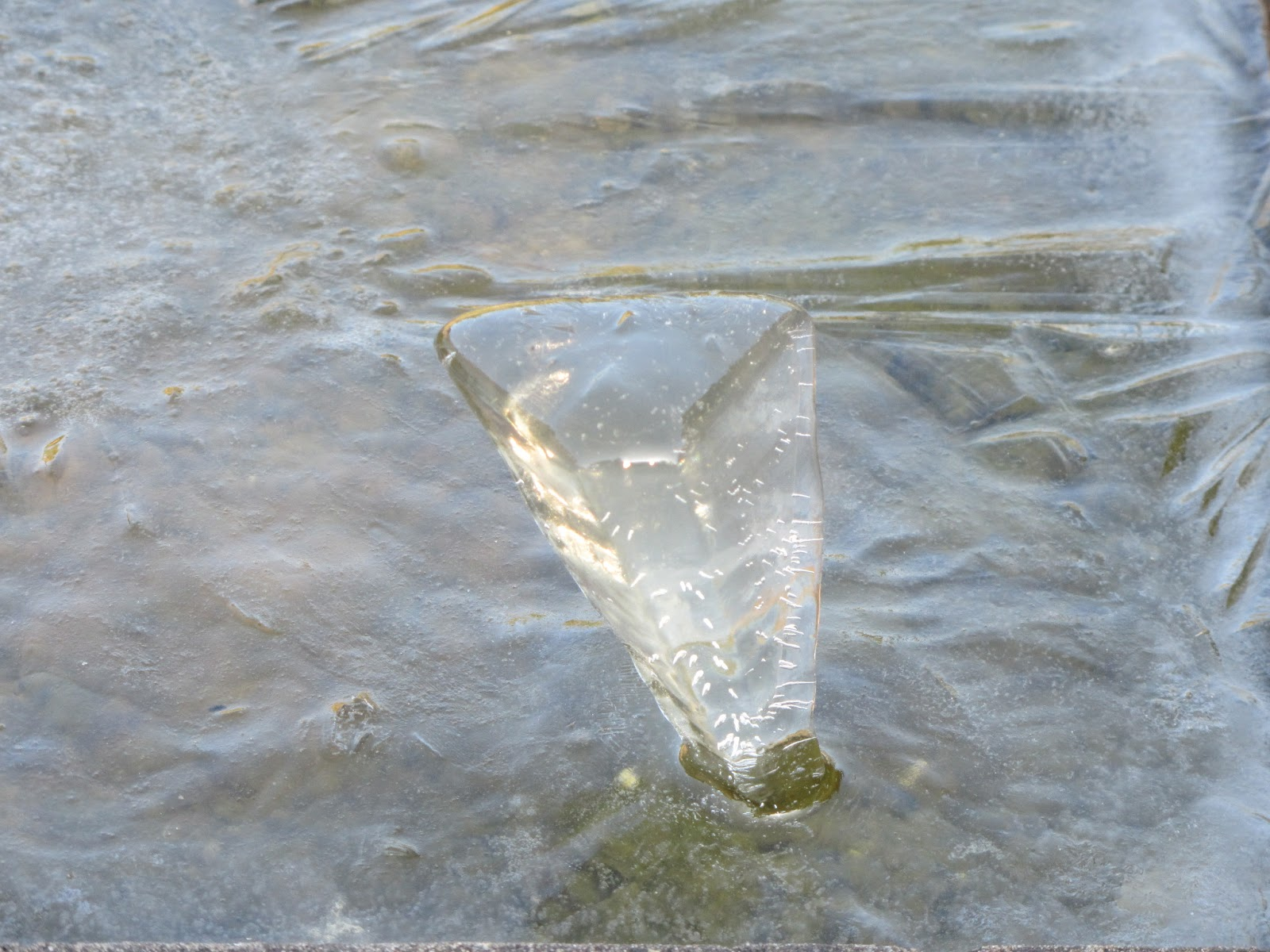
倒金字塔形的冰釘
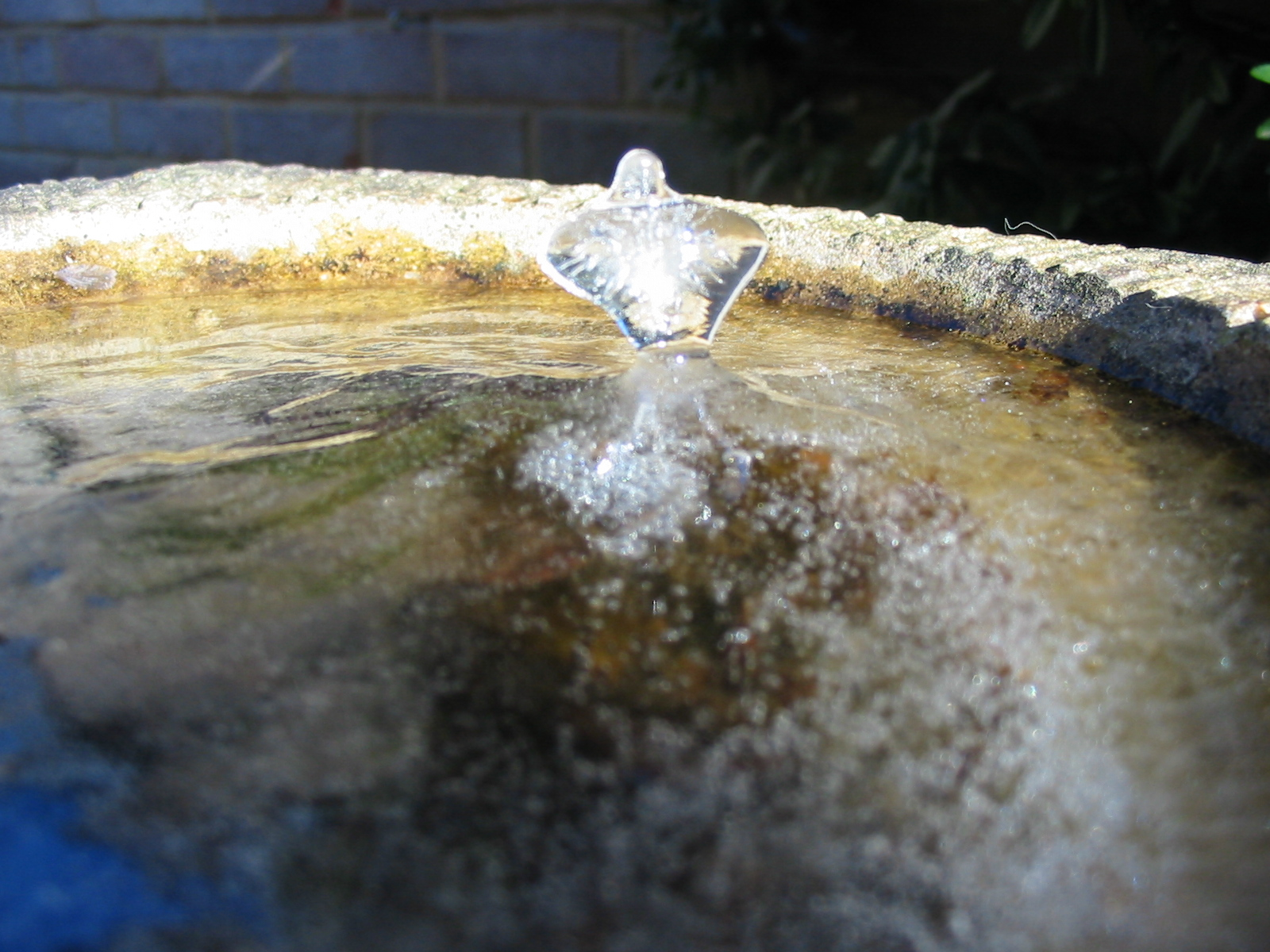
一夜嚴寒後形成的冰釘
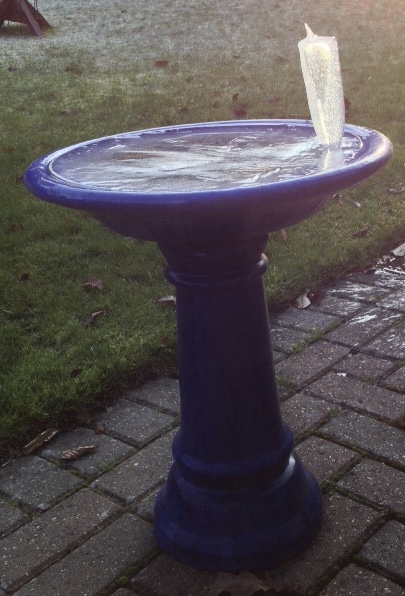
在罕布夏郡的亞特利發現的冰燭
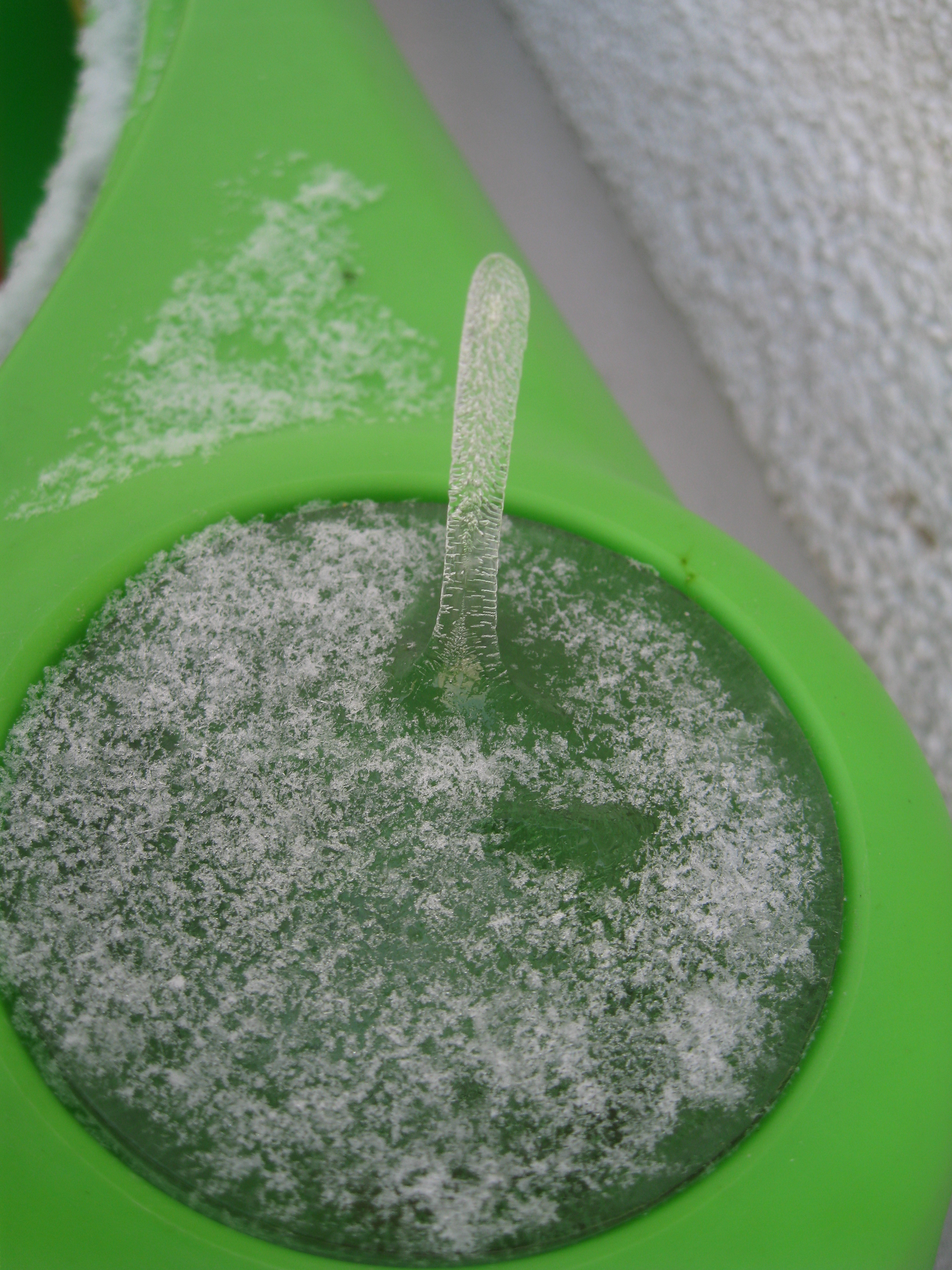
塑膠桶中雨水形成的冰釘
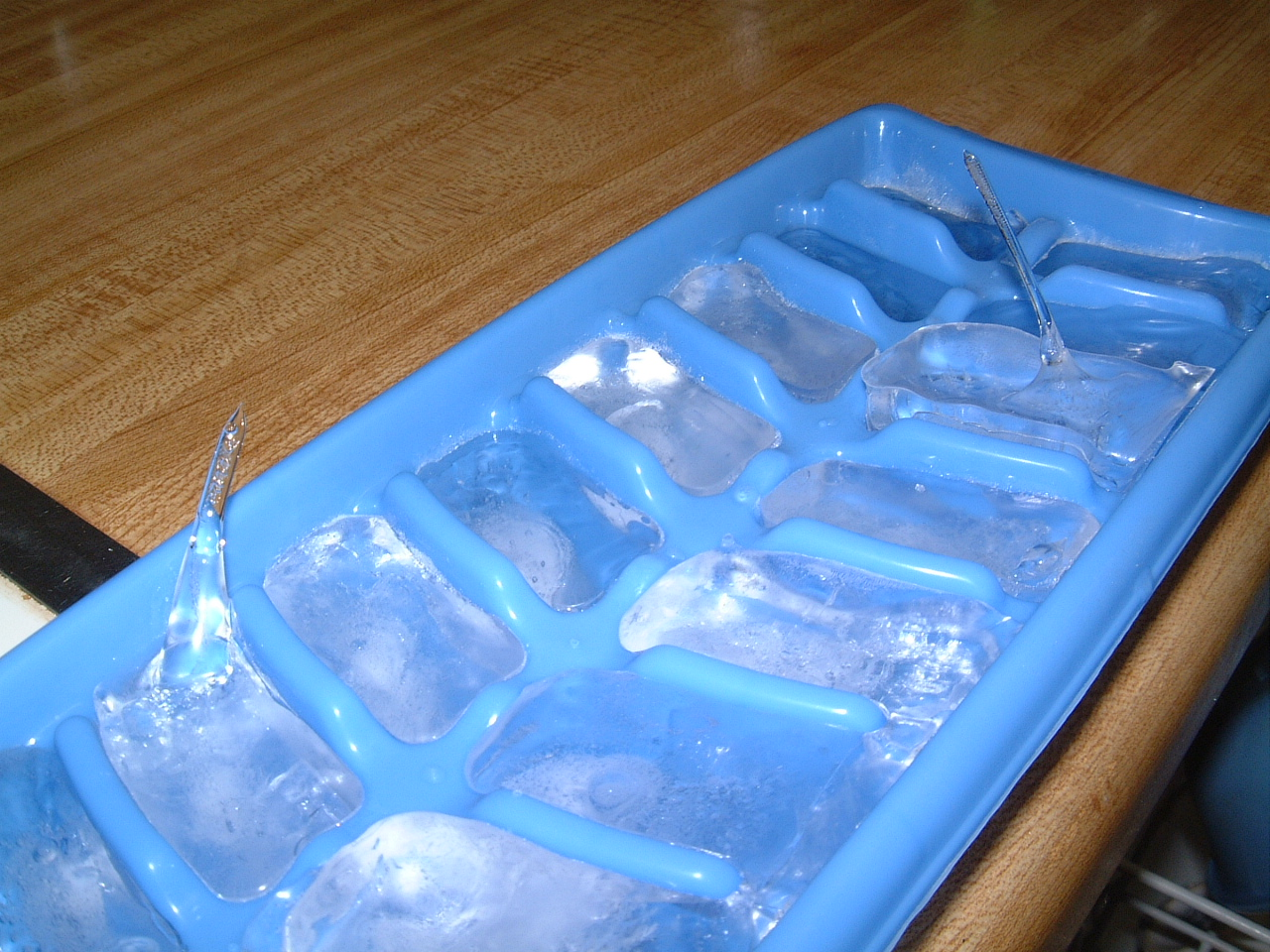
有兩根冰釘的製冰盒
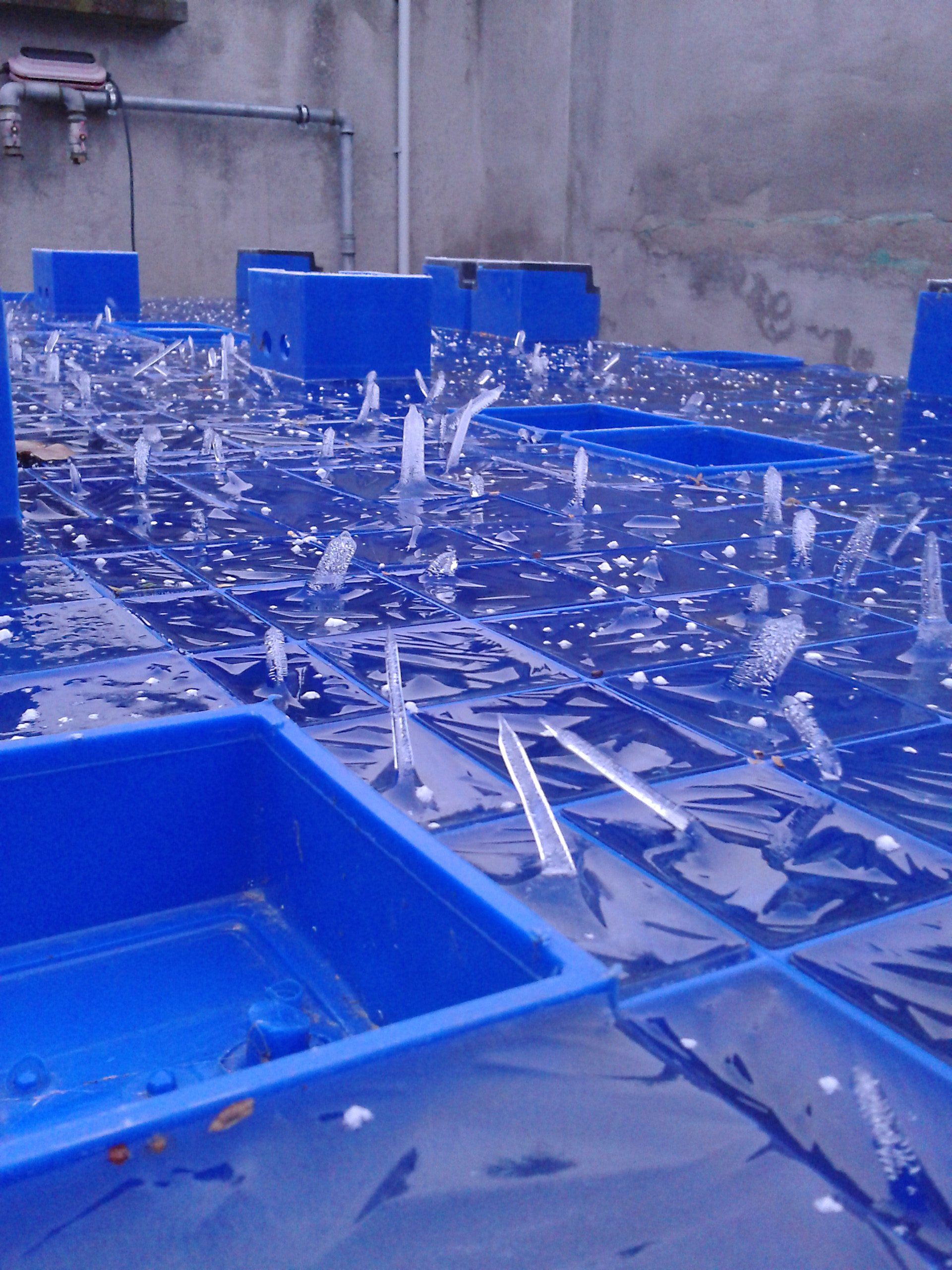
結凍的水槽中出現大量的冰釘
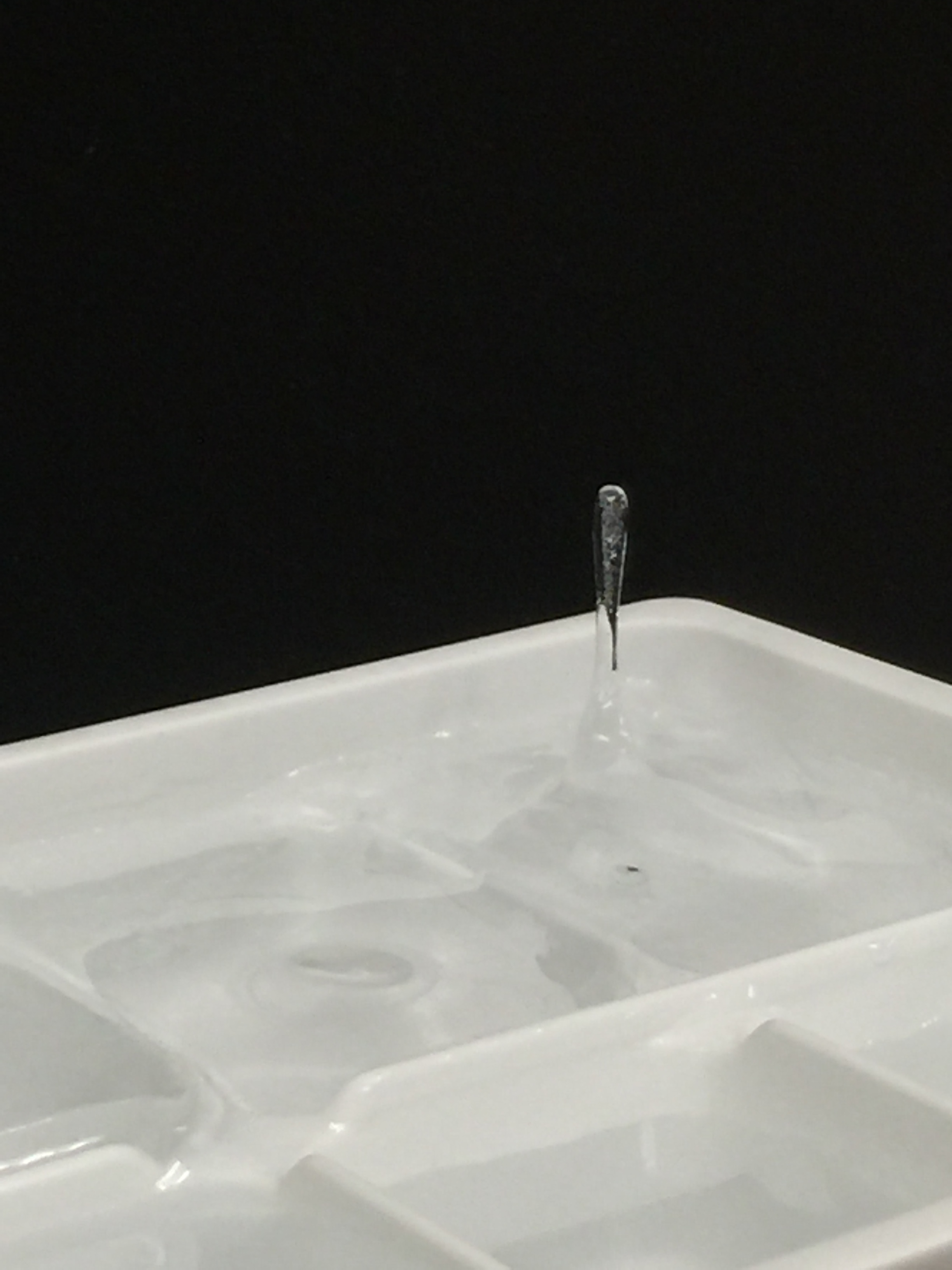
冰釘

## 註解
1. ↑  此現象的調查者之一利布瑞區特承認他無法完全解釋為何有些自來水也容易形成冰釘。

## 延伸閱讀
- Bally, O.̈ Uber eine eigenartige Eiskrystallbil-dung. Helvetica Chimica Acta 18 (1933), 475
- Dorsey, Herbert Grove. . Physical Review. 1921, 18 (2): 162–4  [2017-07-06]. Bibcode:1921PhRv...18...85.. doi:10.1103/physrev.18.85. （原始内容存档于2019-05-13）.
- Hallet, J.  (PDF). Journal of Glaciology. 1959, 103 (28): 698–704  [2017-07-06]. （原始内容 (PDF)存档于2012-12-02）.
- O'Hare, Michael. . . Profile Books. 2007: 139, 142. ISBN 1846680441.